# آلخاندرو باربارو
آلخاندرو باربارو (انگلیسی: Alejandro Barbaro؛ زادهٔ ۲۰ ژانویهٔ ۱۹۹۲) بازیکن فوتبال اهل آرژانتین است.
از باشگاه‌هایی که در آن بازی کرده‌است می‌توان به باشگاه فوتبال ناسیونال اروگوئه، باشگاه ورزشی سن لورنسو آلماگرو، و باشگاه فوتبال بانفیلد اشاره کرد.
وی همچنین در تیم‌های ملی فوتبال Argentina national under-17 football team و زیر ۲۰ سال آرژانتین بازی کرده‌است.